# Maladera watanabei
Maladera watanabei är en skalbaggsart som beskrevs av Kobayashi 2002. Maladera watanabei ingår i släktet Maladera och familjen Melolonthidae. Inga underarter finns listade i Catalogue of Life.